# 9725 Wainscoat
A 9725 Wainscoat (ideiglenes jelöléssel (9725) 1981 EE19) a Naprendszer kisbolygóövében található aszteroida. Schelte J. Bus fedezte fel 1981. március 2-án.